# Маньчжурское завоевание Китая
Маньчжурское завоевание Китая (1644—1683) — процесс распространения власти маньчжурской империи Цин на территорию, принадлежавшую китайской империи Мин.

## Предыстория

### Возникновение маньчжурского государства

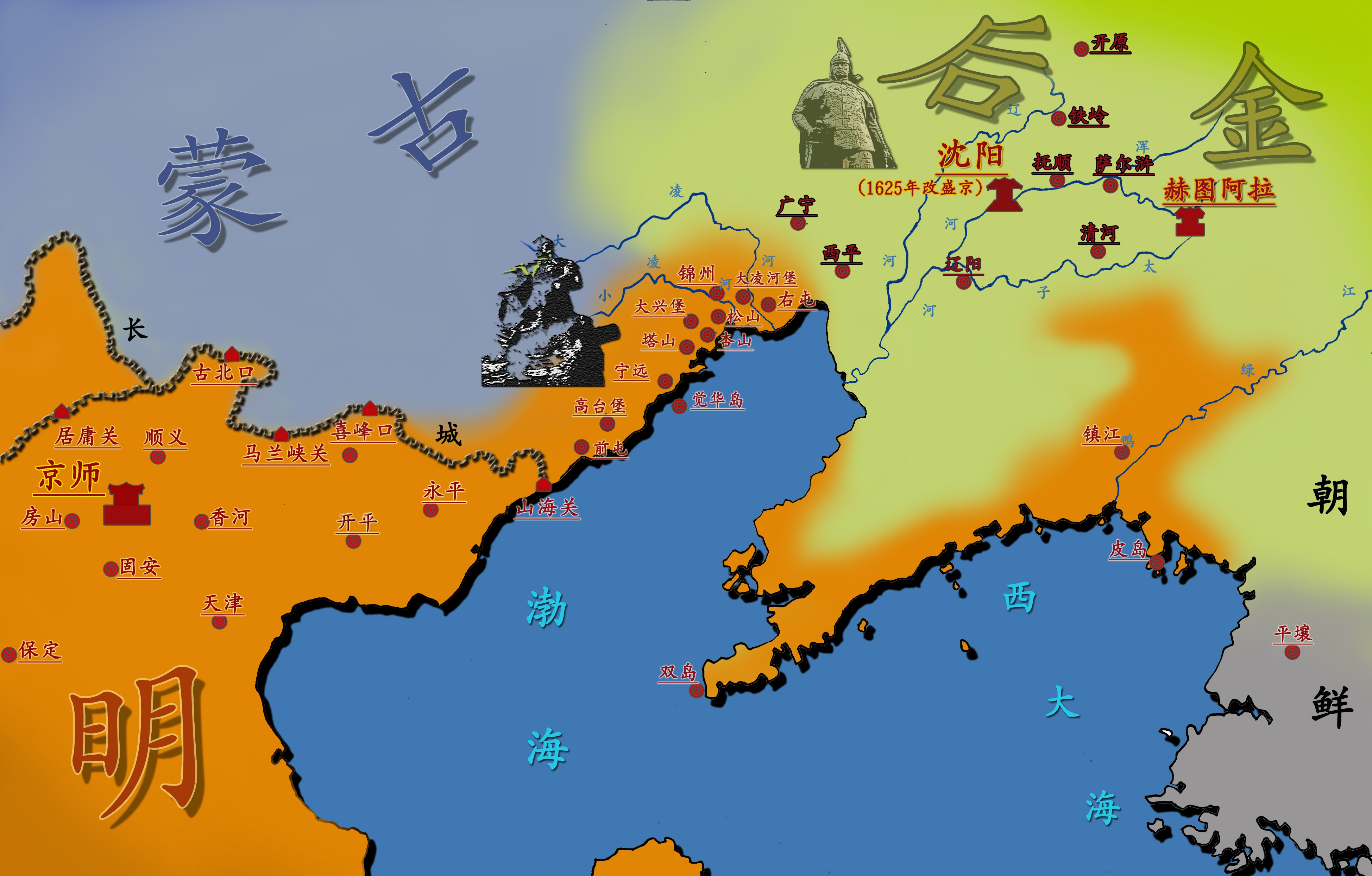
Государство Поздняя Цзинь

В начале XVII в. вождь живших в Маньчжурии оседлых чжурчжэней Нурхаци (1559—1626) сумел не только сплотить под своим началом несколько десятков разрозненных племен, но и заложить основы политической организации. Претендуя на родство с чжурчжэньской династией Цзинь, Нурхаци объявил свой клан «Золотым родом» (Айсин Гёро). Роду Нурхаци принадлежало владение Маньчжоу.
В 1585—1589 годах Нурхаци, подчинив племена минского вэя Цзяньчжоу (своих непосредственных соседей), объединил их с населением Маньчжоу. Затем он приступил к покорению соседних племён. За два десятилетия маньчжуры совершили около 20 военных экспедиций против соседей. Для укрепления своего положения Нурхаци предпринял поездку в Пекин, где был представлен на аудиенции императору Ваньли.
В 1589 году Нурхаци объявил себя ваном (великим князем), а в 1596 году — ваном государства Цзяньчжоу. Его союзники — восточномонгольские князья — поднесли ему в 1606 титул Кундулэн-хана. В 1616 году Нурхаци провозгласил воссоздание чжурчжэньского государства Цзинь (стало известно как «Поздняя Цзинь»), а себя объявил его ханом. Столицей этого государства стал город Синцзин. Благодаря дипломатической и военной активности Нурхаци, к 1619 году в рамках нового государства было объединено большинство чжурчжэньских племён.

### Маньчжурское завоевание Ляодуна
В 1621 году маньчжуры вторглись в Ляодун и разбили китайские войска. Нурхаци осадил и взял штурмом город Шэньян (получивший маньчжурское название «Мукден»), и город Ляоян. Весь этот край оказался в руках хана Нурхаци. Решив прочно закрепиться на захваченной территории, он не стал угонять покорённое население в Маньчжоу, оставив его и своё войско в Ляодуне, а столицу из Синцзина перенёс в 1625 г. в Мукден.

### Походы Абахая

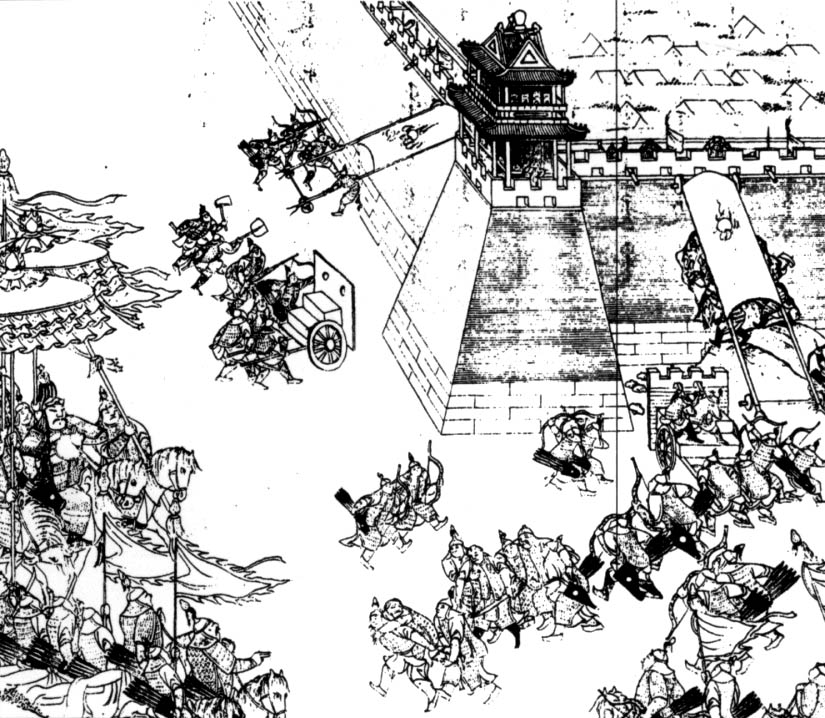
Сражение за Нинъюань

После смерти Нурхаци в 1626 году ему наследовал сын Абахай. К своему маньчжурскому имени Абахай присоединил второе, китайское — Хуантайцзи, а для своего правления принял девиз «Тяньцун» («Покорный Велению Неба»). Продолжая дело отца, Абахай подчинил ещё остававшихся независимыми чжурчжэньских вождей. С 1629 года по начало 40-х годов XVII века Абахай совершил около десяти походов на соседние племена.
Поход на Китай в 1627 году под руководством самого Абахая не дал ощутимых результатов. Поскольку Корея, как вассал Китая, всячески поддерживала династию Мин, маньчжуры вторглись в эту страну, начались массовые убийства и грабежи. Корейский ван был вынужден уступить силе, заключить мир с Маньчжоу, уплатить ему дань и наладить торговлю с победителями.
В связи с укреплением китайской обороны, для завоевания северного Китая нужно было обойти регион Ляоси (часть Ляонина к западу от реки Ляо), а это было возможно только через Южную Монголию. Абахай привлёк на свою сторону многих монгольских правителей и поддержал их в борьбе против Лигдан-хана — правителя Чахара, пытавшегося восстановить империю Чингис-хана. В обмен на это Абахай обязал монгольских правителей участвовать в войне против Китая. Уже в 1629 году конница Абахая обошла крепости Ляоси с запада, прорвалась через Великую стену и оказалась у стен Пекина, где началась паника. С богатой добычей войска Абахая ушли восвояси. Кроме того, после разгрома Чахара, Абахай заявил, что он завладел императорской печатью монгольской династии Юань, которая именовалась «Печать Чингис-хана».
В 1636 году Абахай дал династии новое имя — «Цин», а подданных повелел именовать не «чжурчжэнями», а «маньчжурами». Новое государство маньчжуров отныне стало называться Цин — по наименованию династии. К титулу «император» Абахай присоединил его монгольский аналог «богдохан», ибо в состав Маньчжурской империи вошла часть Южной Монголии. Годам своего правления он дал девиз «Чундэ». В 1637 году маньчжурская армия разгромила Корею, которая была вынуждена покориться, стать «данником» Цинской империи и разорвать отношения с Китаем.
С этого времени маньчжурская конница стала совершать регулярные набеги на Китай, грабя и увозя в плен, превращая в рабов сотни тысяч китайцев. Всё это вынудило минских императоров не просто стянуть войска к Шаньхайгуаню, но и сконцентрировать здесь едва ли не лучшую, крупнейшую и наиболее боеспособную из всех своих армий во главе с У Саньгуем.

### Упадок Минской империи

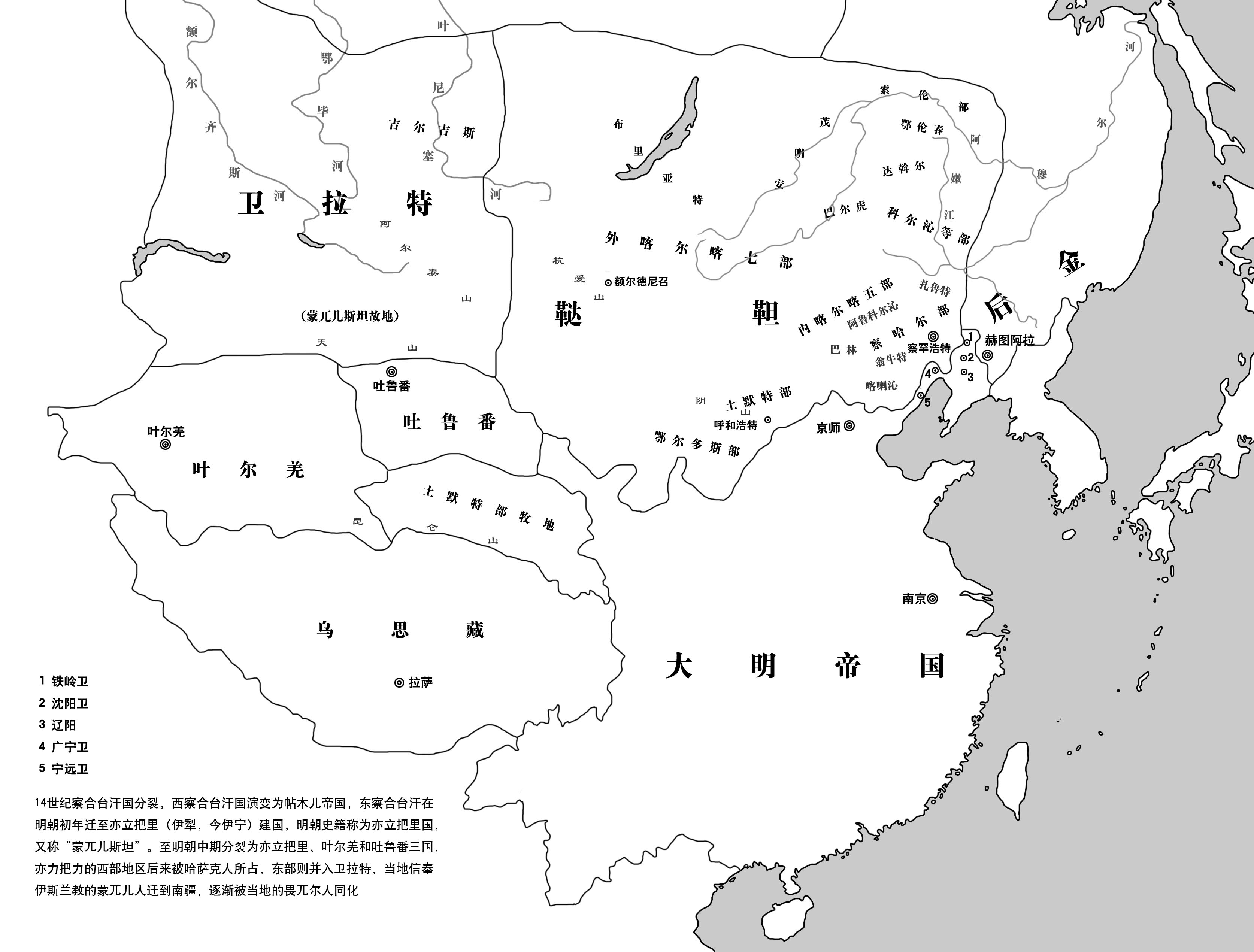
Восточная Азия в 1616 году

В 1628 году в провинции Шэньси разрозненные полуразбойные ватаги стали создавать повстанческие отряды и избирать вождей. С этого момента в северо-восточном Китае началась крестьянская война, которая продолжалась 19 лет. Регулярные войска попали в клещи между маньчжурскими войсками на севере и восставшими провинциями, в них усилилось брожение и дезертирство. Армия, лишённая денег и продовольствия, потерпела поражение от Ли Цзычэна. Предатели открыли ворота перед войсками Ли, и те беспрепятственно смогли войти внутрь столицы. В апреле 1644 года Пекин покорился восставшим; последний минский император Чунчжэнь наложил на себя руки, повесившись на дереве в императорском саду.

## Ситуация перед началом маньчжурского вторжения

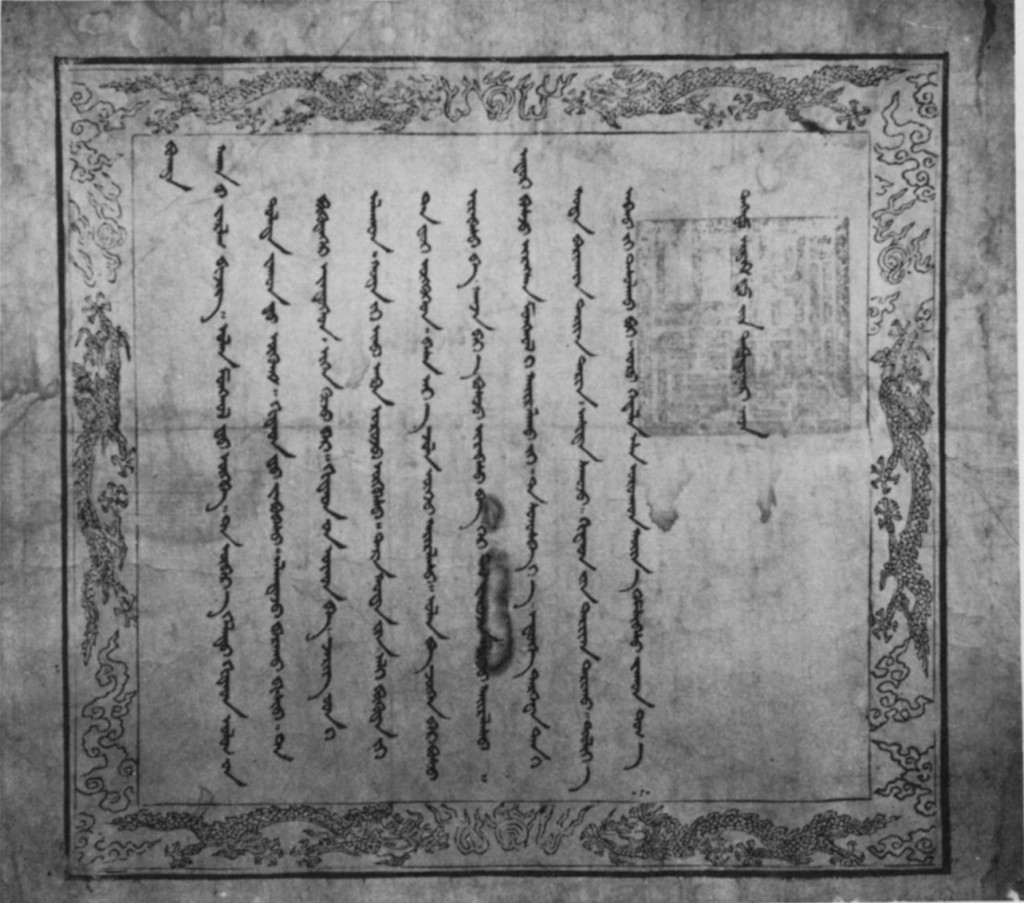
Абахай Эдикт на монгольском языке. Был отдан многим монгольским нойонам, проходившим военную службу в Мин

В сентябре 1643 года умер Абахай, и в Мукдене началась борьба за власть между различными группировками князей — родственников Нурхаци и Абахая. Одна из группировок предложил трон младшему брату Абахая — князю Доргоню, другая — племяннику Нурхаци князю Цзиргалану. Доргонь отказался от императорского титула и пошёл на компромисс: на трон был возведён сын Абахая Фулинь, а Доргонь и Цзиргалан стали равными по званию принцами-регентами. Будучи волевым и умным политиком, Доргонь к 1644 году сделался фактическим правителем Цинского государства, понизив соперника до звания «регент-помощник». Это позволило прекратить борьбу за власть и сохранить единство маньчжур.
Основной ударной силой маньчжур являлась восьмизнамённая армия, составленная из маньчжурских, монгольских и китайско-корейских частей (последние были укомплектованы жителями Ляодуна), численностью свыше 300 тысяч человек. В ходе гражданской войны в Китае на сторону маньчжур также перешли многие китайские армии: обиженные придворной камарильей честолюбивые полководцы, переходя на сторону маньчжуров, считали, что изменяли не родине, а вконец прогнившей династии, потерявшей Небесный мандат на правление. Процесс перехода китайских армий на маньчжурскую сторону начался ещё в 1620-х годах, полководцы переходили вместе с войсками и артиллерией.
В 1644 году Минскую империю с севера у Великой стены прикрывала Восточная армия У Саньгуя, в которой насчитывалось около 120 тысяч отборных солдат. После вступления повстанцев Ли Цзычэна в Пекин в её ряды влились солдаты и полководцы из разбитых повстанцами армий. Желая избежать кровопролития, повстанцы предложили У Саньгую признать власть новой династии Шунь. У Саньгуй наголову разгромил посланное из Пекина 20-тысячное войско Тан Туна и Бай Гуанэня, однако когда в середине мая 1644 года против него двинул основные силы сам Ли Цзычэн, У Саньгуй решился на союз с маньчжурами.

## Первый этап маньчжурского завоевания

### Маньчжурское завоевание северного Китая

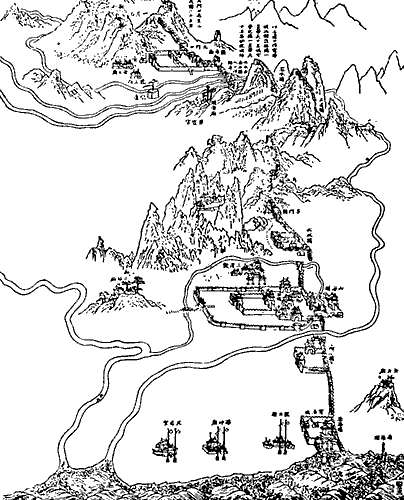
Шаньхайгуаньское сражение

Доргонь поначалу воспринял предложение У Саньгуя как ловушку, и не торопился с ответом, однако обстоятельства толкали маньчжуров на союз: замена разложившейся династии Мин новой сильной властью могла положить конец маньчжурским набегам на северные провинции Китая. Поэтому, когда У Саньгуй лично прибыл в маньчжурскую ставку, было достигнуто соглашение: У Саньгуй принёс клятву верности малолетнему Фулиню, и маньчжурская армия двинулась на юг. К тому времени повстанческая армия уже разгромила выставленный У Саньгуем заслон, а её авангард окольным путём проник за Великую стену. Здесь, у прохода Ипяньши, маньчжуры нанесли ему поражение, и двинулись к Шаньхайгуаню, к которому с юга уже подходил Ли Цзычэн. Шаньхайгуаньская битва закончилась полным разгромом Ли Цзычэна.
Разбитая повстанческая армия 3 июня без боя оставила Пекин, куда 6 июня вошли маньчжурские войска. Устроив пышную церемонию похорон повесившегося императора Чунчжэня, Доргонь провозгласил династию Цин его наследницей и мстительницей за последнего монарха династии Мин. Особым манифестом всем китайским чиновникам, перешедшим на сторону Цин, было обещано зачисление на службу, повышение в чине и возможность вести дела вместе с маньчжурами. Пекин был объявлен новой столицей Цин, 30 октября туда был привезён малолетний Фулинь.
Армия Ли Цзычэна, покинув Пекин, двинулась на юго-запад, чтобы соединиться со стоявшими гарнизонами в крупных городах частями. Их неотступно преследовали войска У Саньгуя и Шан Кэси, подкреплённые маньчжурской конницей князей Додо и Боло. Около Чжэндина состоялось большое сражение, длившееся два дня, в его ходе был ранен Ли Цзычэн; однако ни одна из сторон не одержала победы. Начав через некоторое время отход, повстанцы отправились к горам Тайханшань, и через перевал Гугуань вступила в провинцию Шаньси. Воспользовавшись отступлением повстанцев, на местах стали поднимать голову их враги — помещичьи дружины, сельские ополчения, силы деревенской самообороны; лидеры этих отрядов следовали примеру У Саньгуя и переходили на сторону маньчжуров.
В Шаньси армия Ли Цзычэна не получила поддержки со стороны уставшего от войны крестьянства, понесла значительные потери в боях; в ней начались раздоры. Часть командиров со своими частями отделились от главных сил, основная масса войск через перевал Тунгуань перешла в провинцию Шэньси и сделала своей базой Сиань, где повстанцы создали свои органы власти и резко увеличили численность войск. Тем временем войска У Саньгуя и маньчжурская конница малой кровью покорили всю провинцию Шаньси; точно так же были завоёваны южная часть столичной провинции и провинция Шаньдун.
После овладения Пекином началось массовое переселение в провинцию Чжили всех «знамённых», живших на равнине Ляохэ в Южной Маньчжурии. Началось запустение юга Ляодуна, центральные и северные районы Маньчжурии опустели ещё в результате походов Нурхаци и Абахая. Маньчжурия превратилась в пустынный край с более или менее обжитыми, но малолюдными центральными районами. В этих условиях часть северных тунгусских племён начала платить ясак уже не маньчжурским, а русским властям.

### Разгром маньчжурами войск Ли Цзычэна
К осени 1644 года против армии Ли Цзычэна Доргонь направил три китайские армии, которыми командовали У Саньгуй, Шан Кэси и Кун Юдэ, а также «знамённые» войска князя Додо и князя Аджигэ. В марте 1645 года в горном проходе Тунгуань произошло грандиозное сражение, в котором была разбита повстанческая армия. С помощью пушек маньчжурам удалось взять и саму крепость Тунгуань, после чего они смогли пройти в Шэньси. Огромные потери и гибель многих вождей сделали для повстанцев невозможной оборону Сианя. Начались внутренние разногласия, часть военачальников дезертировала. Повстанческие войска смогли через хребет Циньлин выйти в долину реки Ханьшуй, переправиться на правый берег Янцзы и в мае 1645 года на короткое время заняли Учан. Под Учаном они столкнулись с войсками Южной Мин. Уклоняясь от битв, повстанческая армия отступила на юг провинции Хубэй в горы Цзюгуншань, где в июне 1645 года погиб Ли Цзычэн.

### Окончательный разгром государств повстанцев
После победы у Тунгуаня и покорения Шэньси маньчжуро-китайские войска разделились. Армия У Саньгуя двинулась в долину реки Ханьшуй, но после переправы через Янцзы потерпела поражения от повстанческих войск, которыми командовал племянник Ли Цзычэна — Ли Го. Бросив пушки и прочее снаряжение, армия У Саньгуя отступила за Янцзы, и занялась распространением цинского влияния на севере провинции Хэбэй и юге провинции Хэнань.
Маньчжурская армия Додо направилась в северную часть провинции Хэнань, вступила в Лоян и Кайфэн, и соединилась со свежими «знамёнными» войсками, пришедшими из Шаньдуна. Эта группировка взяла штурмом крепость Гуйдэ, после чего одна колонна двинулась к реке Хуайхэ, а другая — к Великому каналу и овладела Сюйчжоу. Используя раздоры в минском лагере, маньчжуры форсировали Хуайхэ и вышли к Янцзы.
Когда руководство повстанческими войсками перешло к Ли Го, то его 200-тысячная армия оказалась в безвыходном положении: с севера ей угрожали маньчжуры, с юга — Южная Мин. В этих условиях, считая завоевателей главной опасностью, Ли Го в 1646 году сумел договориться с южноминскими властями о совместной борьбе против «северных варваров».
Тем временем в провинции Сычуань существовало ещё одно повстанческое государство — Да Си го («Великое Западное Государство»), которым правил Чжан Сяньчжун. Маньчжуры предлагали Чжан Сяньчжуну перейти на их сторону, но тот отказался, однако, потерпев поражение в боях с южноминскими войсками, был вынужден оставить свою столицу Чэнду. Зимой 1646 года на завоевание Сычуани Доргонь отправил большое маньчжурское войско во главе с сыном Абахая — Хаогэ. На севере Сычуани на сторону маньчжуров перешёл один из повстанческих военачальников — Ли Цзиньчжун. Маньчжуры сумели заманить противников в ловушку в горах Фэнхуан, и в ожесточённом сражении близ Сичуна в январе 1647 года повстанцы были разбиты, понеся огромные потери; сам Чжан Сяньчжун был убит. Часть повстанческих войск, сумев уйти на юг в Гуйчжоу, признали власть Южной Мин. Маньчжуры же без труда подчинили себе всю Сычуань, встретив сопротивление лишь под стенами Чунцина.
Ли Го, объединив свою 200-тысячную армию со 100-тысячной южноминской армией под командованием Хэ Тэнцзяо, находившейся в районе среднего течения Янцзы, реорганизовал свои силы зимой 1647 года в «Армию тринадцати соединений» под общим командованием Хэ Тэнцзяо. Хотя с падением Чунцина цинские войска вышли во фланг южноминской линии обороны, однако поражение У Саньгуя южнее Янцзы и стойкая оборона Армии тринадцати соединений резко затормозило продвижение западной маньчжурской группировки на юг; упорные бои здесь продолжались до лета 1648 года.

## Второй этап маньчжурского завоевания

### Форсирование Янцзы маньчжурами и пленение Фу-вана

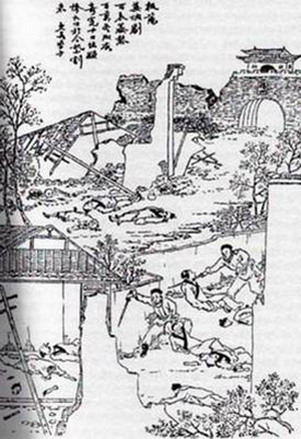
Резня в Янчжоу

Когда Ли Цзычэн в 1644 году взял Пекин, в Нанкине развернулась борьба за власть между двумя группировками. Верх одержала клика придворных евнухов, провозгласившая Фу-вана новым императором династии Мин (в историю эта ветвь вошла как династия Южная Мин). Победившая клика евнухов попыталась договориться с Цинами и У Саньгуем о союзе против повстанцев, но это им не удалось. Считая Ли Цзычэна главной угрозой, в Нанкине маньчжурам не придавали серьёзного значения, и особой подготовки к войне не вели.
Между командующими четырьмя военными округами, которые прикрывали Южную Мин с севера, царила вражда. Командующий учанской группой войск Цзо Лянъюй в апреле 1645 года поднял мятеж и повёл своих солдат на Нанкин, однако неожиданно умер. Мятеж был разгромлен, а офицеры Цзо Лянъюя перебежали к маньчжурам. Командующий военным ведомством Ши Кэфа был отстранён от руководства, и назначен командующим четырьмя крепостями, прикрывавшими подступы к Нанкину с севера от Янцзы, а также небольшой группой войск между Хуайхэ и Янцзы. Из-за того, что войска Южной Мин были растянуты вдоль Янцзы на тысячу километров, группировка Ши Кэфа оказалась один на один с маньчжурской конницей князя Додо, которая вышла к Хуайхэ весной 1645 года. Потерпев поражения, войска Ши Кэфа отступили под защиту крепостных стен Янчжоу.
Маньчжуры предложили Ши Кэфа капитулировать, но тот отверг это предложение. Начался семидневный штурм города, стоивший жизни нескольким тысячам маньчжурских «знамённых» войск. Однако просьбы Ши Кэфа о помощи были проигнорированы, к нему на подмогу пришёл лишь Лю Чжаоцзи с небольшим отрядом, и маньчжуры в итоге овладели Янчжоу, после чего устроили кровавую резню, убив за десять дней 800 тысяч человек. Взятый в плен Ши Кэфа отказался служить династии Цин и был казнён, а город Янчжоу — разрушен до основания.
Фу-ван и его приближённые считали, что маньчжуры не смогут преодолеть Янцзы, и проводили время в пьяных оргиях. Когда в середине июня 1645 года армия Додо с помощью предателей-китайцев форсировала Янцзы и подошла к Нанкину, Фу-ван с придворными бежал, бросив столицу на произвол судьбы. 200-тысячный гарнизон, возглавляемый Ма Шиином, не захотел сражаться и отступил на юг. Чиновники открыли ворота и капитулировали, с радостью перейдя на службу завоевателям.
В июле маньчжурские войска подошли к Уху, куда бежал Фу-ван. При приближении врага он был арестован своими же военачальниками, поспешившими перейти в цинское подданство и сдать город. Фу-ван был отправлен в Пекин и там убит. На сторону завоевателей перешли практически все минские военачальники в этом районе вместе со своими войсками, сопротивление оказал лишь Хуан Дэгун, вскоре погибший в бою. Без сопротивления сдался Сучжоу.

### Разгром Лу-вана

Маньчжурское завоевание южного Китая

После пленения Фу-вана государем империи Мин был объявлен Лу-ван, находившийся в Ханчжоу. Маньчжурская конница разгромила и обратила в бегство войска Лу-вана, Ханчжоу капитулировал, Лу-ван и его свита на коленях встретили завоевателей перед открытыми воротами города. Неудачливый претендент на трон был увезён в Пекин и уморен голодом.

### Восстания на покорённых территориях
Тем временем жестокость и насилия маньчжур вызвали восстания местных жителей, к которым присоединилась часть минских солдат. Восставшие во главе с шэньши Чэн Цзылуном попытались освободить Сучжоу и Ханчжоу, но были разгромлены. Стремясь сохранить жизни маньчжуров на территории, где проживало огромное количество китайцев, Додо активно использовал перешедшие на его сторону китайские войска, завоёвывая Китай руками китайцев. Его правой рукой стал Хун Чэнчоу, который был назначен наместником Цзяннани и стал карательными мерами приводить в жизнь изданный после взятия Нанкина указ Доргоня о бритье голов и повсеместном переходе на маньчжурскую причёску.
Бритьё голов вызвало бурный взрыв народного негодования. Восставшие жители Цзянъиня оборонялись более месяца; когда стены были проломлены огнём осадных орудий, ворвавшиеся в город войска в течение трёхдневной резни убили более 172 тысяч человек. Восставшие жители Цзядина удерживали город два месяца, а после того, как каратели вырезали 20 тысяч человек — восстали вновь.
Восстания в тылу армии князя Додо измотали войска и сбили темп их наступления. Кроме того, учёный и сановник Хуан Даочжоу совершил героический поход с 10-тысячным войском из провинции Фуцзянь в Цзянсу и Аньхой; хотя его войско и было разбито, а сам он — казнён, этот поход также вынудил маньчжур задержаться.

### Завоевание Цзянси
Летом 1645 года цинские войска из провинции Цзяннань двинулись в Цзянси. Минский командующий войсками этой провинции Цзинь Шэнхуань, без боя сдавшийся маньчжурам, был оставлен в этой должности и помог им присоединить большую часть провинции к империи Цин. Не доверяя новому перебежчику, Доргонь назначил наместником Цзяннани Чжан Юйтяня, который занимал видные посты в Маньчжурии ещё до 1644 года, чем смертельно оскорбил Цзинь Шэнхуаня.
К весне 1646 года маньчжурам удалось подавить восстания в покорённой Цзяннани, подчинить Цзянси, получить подкрепления и усилить свои ряды за счёт войск китайских полководцев-изменников. В марте Доргонь назначил князя Боло главнокомандующим похода в Чжэцзян и Фуцзянь.

### Завоевание провинций Чжэцзян и Фуцзянь
После гибели Лу-вана минские сановники и военные в провинциях Чжэцзян и Фуцзянь провозгласили временными правителями Минской империи двух претендентов на трон: в Шаосине (объявленном временной столицей) государем был посажен новый Лу-ван, а в Фучжоу — Тан-ван. Вместо того, чтобы объединить силы перед лицом врага, оба претендента ссорились, их окружение занималось интригами, причём многие заранее готовились переметнуться в стан завоевателей.
В 1646 году войска князя Боло двинулись на юг. Войска Лу-вана не смогли остановить цинскую армию, которая захватила Шаосин и другие города. Лу-ван с частью войск бежал на прибрежные острова, а большинство его военачальников признало себя подданными династии Цин.
В провинции Фуцзянь всеми делами заправлял всемогущий сановник Чжэн Чжилун. Перед броском маньчжуров в Фуцзянь Чжан Чжилун переметнулся во вражеский лагерь, но был увезён в Пекин, заключён в тюрьму и казнён. Обезглавив тем самым правительство Тан-вана, маньчжуры осенью разгромили его войска в ущелья Сяньсянгуань. Затем минские войска были разбиты в боях за крепость Тинчжоу; маньчжуры обезглавили более 10 тысяч человек, в том числе Тан-вана и его свиту. После этого они захватили ряд крепостей и без боя вошли в Фучжоу. К декабрю 1646 года армия Боло завоевала всю Фуцзянь.

### Завоевание провинции Гуандун
В минском лагере вновь появилось два претендента на императорский трон: Чжу Юлан в Чжаоцине, и Чжу Юйао в Гуанчжоу. Вновь началась междоусобная борьба между двумя правительствами, доходящая до военных действий. Тем временем зимой 1646—1647 годов цинские власти бросили в наступление на Гуанжун китайские войска, перешедшие под власть маньчжуров в приморских провинциях, командовал ими бывший минский военачальник Ли Чэндун. В январе 1647 года цинские войска вошли в Гуанчжоу, где погиб Чжу Юйао, а затем перешли в наступление на Чжаоцин. Чжу Юлан (носивший титул «Гуй-ван») со своим окружением бежал в Гуйлинь. Надясь получить помощь из Европы в борьбе с маньчжурами, Гуй-ван, его семья, губернатор Гуанси и наместник Лянгуана приняли христианство и через миссионеров (см. Михал Бойм) просили помощи у римского папы. Европейские купцы стали продавать минскому лагерю огнестрельное оружие, включая пушки; на службу в южноминскую армию пошли отряды европейских наёмников. Несмотря на то, что на стороне Южной Мин воевала Армия тринадцати соединений, успешно сдерживавшая западную группировку цинских войск в течение нескольких лет, Гуй-ван и его окружение со страхом и подозрением относились к бывшей крестьянской армии Ли Го.

### Отступление Армии тринадцати соединений
До лета 1647 года Армии тринадцати соединений удавалось сдерживать на Янцзы натиск с севера, а Ян Тинлинь успешно действовал в Цзянси против армии перебежчика Цзинь Шэнхуаня. Однако летом наступил перелом: цинские войска разгромили части Ян Тинлиня, павшего в бою, и вышли к Чанша. Хэ Тэнцзяо не стал оборонять город и отступил на юг провинции Хунань. В результате угроза окружения, нависшая над войсками Ли Го, заставила его отходить на юг. Началось массированное наступление армий Кун Юдэ, Шан Кэси и Гэн Чжунмина, занявших всю Хунань. Одновременно из уже завоёванного Гуандуна в южные районы Гуанси вторглась цинская китайская армия Ли Чэндуна. Тем самым цинской стороне удалось загнать в одну провинцию все войска сопротивления (кроме остатков армии Чжан Сяньчжуна в Гуйчжоу и Юньнани) и взять их в клещи. Доргонь объявил большую награду за голову Гуй-вана, и цинские полководцы рвались к Гуйлиню, который обороняли войска минского губернатора провинции Цюй Шисы.
Однако в тылу у Ли Чэндуна началось восстание в Гуандуне, и ему пришлось спешно покинуть со своей армией театр боевых действий для защиты Гуанчжоу. Тем временем в декабре 1647 года в тяжёлых боях под Цюаньчжоу были разбиты и отброшены за пределы Гуанси цинские войска, наступавшие с севера.

### Завершение второго этапа маньчжурского завоевания Китая
В 1647 году Доргонь, сместив Цзиргалана, стал единоличным правителем империи Цин. Из китайских войск, перешедших на сторону маньчжуров, были сформированы «войска зелёного знамени» (не входившие в структуру «восьмизнамённой армии»). В 1647 году был опубликован новый кодекс законов. Доргонь стал готовить последний удар по минским силам.
Однако в 1646—1647 году неожиданно для маньчжуров осложнилась обстановка в Монголии. Подавая нежелательный пример другим, из-под цинской власти вышло южное княжество Сунит во главе с Тэнгисом; непокорные монголы ушли в Халху под покровительство Цэцэн-хана Шолоя. В 1646 году туда были посланы войска под командованием князя Додо. Несмотря на первоначальный успех, в 1647 году Додо пришлось прервать свой поход и повернуть назад из-за нехватки сил для ведения затяжной войны в степях Халхи. Несмотря на сомнительный исход экспедиции Додо, Доргонь потребовал от ханов и князей Халхи присылки их сыновей или братьев в Пекин, где бы они жили в качестве заложников. Монголы отвергли это требование.

## Покорение маньчжурами Южного Китая

### Антиманьчжурские восстания
Цзинь Шэнхуань и Ли Чэндун считали себя обделёнными: после перехода на сторону династии Цин они не получили верховной власти в завоёванных ими провинциях, над ними были поставлены в качестве цинских наместников другие китайцы-предатели. В 1648 году оба полководца восстали против маньчжуров и перешли на сторону Южной Мин вместе со своими армиями и провинциями Цзянси и Гуандун. Воспользовавшись резким изменением обстановки, Хэ Тэнцзяо и Ли Го повели наступление на Хунань и освободили и эту провинцию. В Сычуани восстали три бывших минских военачальника — Ли Чжаньчунь, Тань Вэнь и Тан Хун с подчинёнными им частями «зелёного знамени»; в результате на сторону Южной Мин перешли южная и восточная части Сычуани. На территории провинций Юньнань и Гуйчжоу четыре полководца — приёмные сыновья Чжан Сяньчжуна — создали «Юго-Западное государство» во главе с Сунь Кэваном.
Крупное восстание произошло в провинции Шаньси, где повстанцы освободили более 50 уездов. В 1649 году на сторону восставших перешёл со своими войсками полководец Цзян Сян. Он разгромил сильную маньчжурскую армию, взял столицу провинции город Тайюань и создал угрозу Пекину. Отрядами повстанцев в 1648-49 годах была занята подавляющая часть провинции Шэньси (власть маньчжуров сохранилась лишь в столице провинции — городе Сиань), мусульмане провинции Ганьсу во главе с Дин Годуном и Ми Лаинем овладели районом к западу от Хуанхэ и столицей провинции городом Ланьчжоу. Под контролем династии Цин осталось лишь восемь провинций, находящихся на севере и востоке Китая, но и в них разгоралась партизанская борьба. В 1647—1648 годах минские войска с острова Наньао у побережья провинции Гуандун высадили крупный десант на материк. Однако повстанцев подвела разобщённость, каждый полководец и политик поступал по собственному усмотрению, на свой страх и риск, каждый заботился о своих личных целях.
В критический период в конце 1648 — начале 1649 года правительство Доргоня сумело принять действенные меры для удержания завоёванных китайских провинций в рамках государства Цин. Правительство отменило некоторые виды налогообложения, была разрешена свободная распашка пустующих земель, в правительственных указах обещались различные амнистии, льготы и послабления. Были приняты и репрессивные меры: в 1648 году под угрозой смертной казни и превращением семьи виновного в рабов частным лицам было запрещено иметь холодное и огнестрельное оружие (однако данный запрет применялся выборочно: вооружённое сельское ополчение чаще всего действовало на стороне цинской администрации, и потому репрессиям не подвергалось).
В 1648 и начале 1649 года участились случаи измены и перехода китайских военачальников — на этот раз на сторону Южной Мин. С целью обезопасить себя и укрепить прочность режима маньчжуры установили среди чиновников систему взаимной ответственности. Чтобы приостановить бегство китайских командующих, грозившее оставить цинскую армию без пехоты, маньчжуры оказывали китайским полководцам особые милости, присваивали и повышали титулы: Шан Кэси стал «князем — умиротворителем Юга», Кун Юдэ — «князем — усмирителем Юга», Гэн Чжунмин — «князем — успокоителем Юга». У Саньгуй уже давно носил титул «князь — умиротворитель запада», поэтому ему был пожалован высший маньчжурский княжеский титул — циньван. Всем четырём князьям-полководцам посулили власть в провинциях, которые им предстояло завоевать.
Чтобы подкрепить «знамённые» войска, Доргонь всячески обхаживал князей Южной Монголии, давая льготы и обещания, договариваясь о заключении брачных союзов между монгольскими и маньчжурскими князьями. Нуждаясь в помощи европейцев, Доргонь не препятствовал их торговле и деятельности миссионеров, у европейских купцов усиленно закупались пушки.

### Цинское контрнаступление

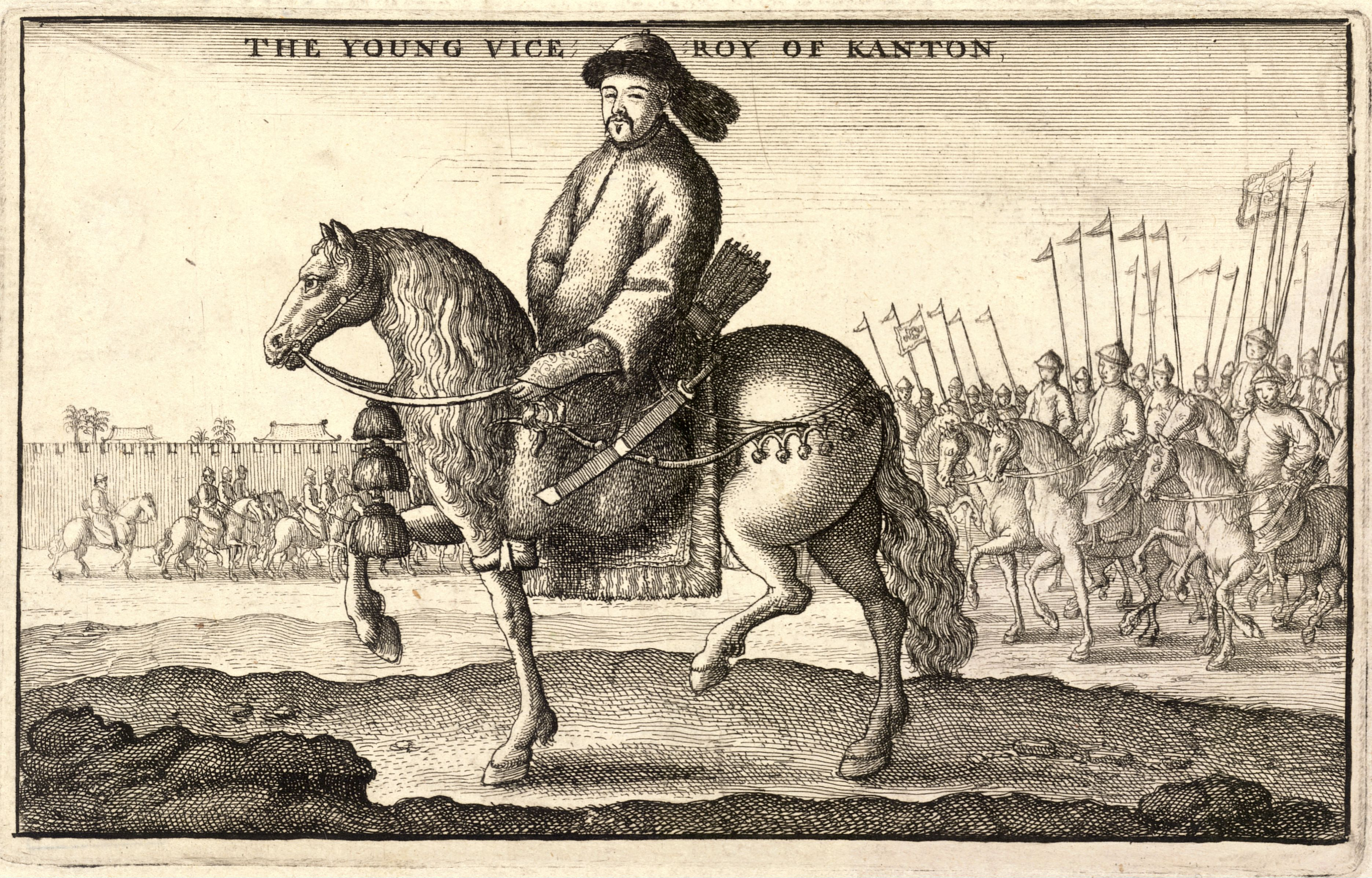
Гэн Цзимао — китайский генерал на цинской службе

Сосредоточив у Нанкина 120-тысячную армию, маньчжуры бросили её на покорение Цзянси. После трёхмесячной обороны сдался Наньчан, войска Цзинь Шэнхуаня были разбиты, после чего была захвачена вся провинция. Затем настала очередь Шэньси, куда бросили армию У Саньгуя и войска из соседних провинций, а также из-под Наньчана. Под давлением превосходящих цинских сил местные повстанцы сняли осаду Сианя, отступили и рассеялись; власти поспешили объявить беглецам амнистию. Также было подавлено мусульманское восстание в Ганьсу и взяты все города провинции.
Особую опасность для Пекина представляло восстание в Шаньси и армия Цзян Сяна, поэтому туда было двинуто отборное 100-тысячное войско во главе с самим Доргонем, с которым шли и другие опытные полководцы — Никань, Аджиге и Боло. Доргоню удалось окружить армию Цзян Сяна в Датуне. В октябре 1649 года крепость пала, после чего было ликвидировано сопротивление во всей провинции. Освободившиеся войска Доргонь двинул в Цзянси, и оттуда направил силы полководцев-изменников в южные провинции. Армии Шан Кэси и Гэн Чжунмина отправились в Гуандун, войска Кун Юдэ — в Гуанси.
В 1650 году свежие цинские части перешли в наступление в Хунани, южнее Чанша разбили Армию тринадцати соединений, и захватили Сянтань. При обороне этой крепости погибли основные силы Хэ Тэнцзяо, а сам он был казнён. Измотанные боями войска Ли Го отступили в Гуанси; противник вынудил их двинуться в Гуйчжоу, где Ли Го погиб, а командование принял его приёмный сын Ли Лайхэн, поведший своих солдат на соединение с другими войсками на стык провинций Хубэй и Сычуань.
После ухода войск Ли Го армия Кун Юдэ устремилась в Гуанси и осадила Гуйлинь, который обороняли немногочисленные войска губернатора Цюй Шисы. В конце 1650 года город пал и подвергся кровавой расправе.
Войска Шан Кэси и Гэн Чжунмина, разбив войска Ли Чэндуна, весной 1650 года осадили Гуанчжоу. Город оборонялся девять месяцев, но в ноябре пал; в результате трёхнедельной резни было убито более ста тысяч человек, Гуй-ван бежал в Гуйчжоу, отдавшись под покровительство Ли Динго и Сунь Кэвана.

### Завершение третьего этапа маньчжурского завоевания Китая
В 1650 году внезапно умер Доргонь. После его смерти к власти вернулся Цзиргалань, и объявил покойного регента чуть ли не узурпатором престола. Крупные военные действия временно прекратились.
К этому времени на территории Китая оставалось три крупных очага сопротивления Цинам. На стыке провинций Хубэй, Хунань и Сычуань укрепились отряды Хао Яоци, в своё время отколовшиеся от Ли Го, а также присоединившиеся к ним в 1651 году части Ли Лайхэна. В провинции Сычуань главенствовали минские военачальники и местные повстанцы. Наиболее же боеспособной силой было Великое Западное государство. Для ликвидации двух первых очагов сопротивления в Пекине планировали бросить в Сычуань армию У Саньгуя, а Великое Западное государство — уничтожить силами Кун Юдэ и хунаньских военачальников.
На совещании сыновья Чжан Сяньчжуна, правившие Великим Западным государством, формально признали главенство Южной Мин, и приняли план контрнаступления одновременно по двум направлениям — на север и восток. В начале 1652 года северная армия двумя колоннами под командой Лю Вэньсю и Бай Вэньсюаня вошла в Сычуань, форсировала Янцзы и, поддержанная местными повстанцами, развернула успешное наступление, в то же время освободив всю провинцию Хунань. Одновременно в Гуанси двинулась 100-тысячная армия под руководством Ли Динго; в августе он разбил войска Кун Юдэ и овладел Гуйлинем, где Кун Юдэ повесился в горящем здании, не в силах пережить гибель своей армии. Затем Ли Динго двинулся в Цзянси и Хунань. Ему наперерез была брошена 100-тысячная «знамённая» армия под командованием князя Никаня (внука Нурхаци). Ли Динго устроил ему западню и разгромил его войска под Хэнчжоу, где был убит и сам Никань. К концу 1652 года Ли Динго освободил от маньчжурского господства Гуанси, Хунань и юго-запад Цзянси. В 1653 году Ли Динго совершил победоносный поход в Гуандун. Не имея достаточного количества войск, Ли Динго навязал врагу манёвренную войну, удерживая в своих руках стратегическую инициативу вплоть до конца 1655 года.
На юго-востоке Китая Чжэн Чэнгун (сын Чжэн Чжилуна), опираясь на большой флот и помощь местных повстанческих отрядов, в 1652 году занял почти весь юг провинции Фуцзянь. Его корабли полностью контролировали побережье, а в 1654 году поднялись вверх по Янцзы вплоть до Нанкина. Измотанные более чем десятилетней войной цинские войска не могли сломить патриотов, а те не имели возможности для массированного наступления. На ряд лет установилось стратегическое равновесие сил.

## Китай в стадии разрухи

### Северные проблемы маньчжуров
Пока на юге установилось затишье, маньчжуры занялись укреплением своих позиций на севере. Ханы восточной Халхи не хотели терять политической независимости, но были крайне заинтересованы в экономических связях с Китаем. Поэтому, несмотря на то, что они в течение ряда лет не шли на поклон к богдохану, в 1656 году, после жестокого ультиматума, грозившего прервать посылку посольств и караванов, четыре правителя Восточной Халхи дали маньчжурскому богдохану клятву о дружбе и союзе. При этом Тушэту-хан, Дзасакту-хан, Цэцэн-хан и ещё пять монгольских феодалов получили титулы правителей (джасак); одновременно с этим ханы Халхи в 1655—1656 годах согласились присылать своих сыновей или братьев в качестве заложников в Пекин.
После экспедиций В. Д. Пояркова (1643—1646) и Е. П. Хабарова (1649—1652) началось освоение долины Амура русскими. В 1651 году был основан острог Албазин, а в 1653 году — Нерчинск. В Пекине были крайне встревожены выходом русских в этот район. Особенное негодование маньчжуров вызвал добровольный переход под власть русского царя части эвенков и, особенно, дауров. 
В 1654 г, цинское правительство переселило земледельцев-дючеров со среднего Амура в южную Маньчжурию, за пределы досягаемости  русских сборщиков дани.
Цинское правительство требовало от русских не только оставить уже обжитые ими земли, но и выдать вождей местных племён, принявших российское подданство. Напряжённость на севере приковала к себе часть «знамённых» сил, не давая возможности завершить покорение Южного и Юго-Западного Китая. Поскольку силы Цинской империи были предельно истощены, а «знамённые» войска крайне поредели, в Пекине стали готовиться к худшему. С 1658 года в Мукдене постепенно стал восстанавливаться (хотя и в свёрнутом виде) дублирующий госаппарат на случай нового всекитайского восстания, неудачи покорения Китая и возвращения маньчжурского императора в свою прежнюю «священную столицу».

### Окончательное завоевание Южного Китая
Для организации второго контрнаступления маньчжурское правительство перебросило в район боевых действий «знамённые» войска во главе с князьями Дони, Тучи и Лоло, а также монгольскую конницу и китайские части «зелёного знамени». У европейцев закупались пушки и мушкеты. Так как край был уже разорён войной, войска щедро снабжались оружием и продовольствием. Патриотам и повстанцам была обещана амнистия. Для координации действий, наместником пяти провинций (включая отпавшую Гуанси и ещё не завоёванные Юньнань и Гуйчжоу) был назначен возвращённый из опалы Хун Чэнчоу.
Бросив в конце 1654 — начале 1655 годов в бой огромные воинские силы, маньчжуры осуществили перелом и перешли в контрнаступление. Ли Динго был вынужден оставить Гуандун и отступить через Гуанси в Гуйчжоу. Цинские войска разбили армию Сунь Кэвана, вытеснили патриотов из Хунани и заняли Гуанси. Ещё ранее в Сычуани У Саньгуй одержал победу над Лю Вэньсю и заставил его отступить в Гуйчжоу. Были разгромлены также отряды Хао Яоци. Все эти неудачи резко обострили в 1655—1656 годах вражду между Сунь Кэваном и Ли Динго. В 1657 году войска Сунь Кэвана взбунтовались и перешли на сторону Ли Динго, который вместе с Гуй-ваном укрепился в Юньнани. Утратив власть, Сунь Кэван бежал в стан маньчжуров, пожаловавших ему за измену княжеский титул.
В 1658 году войска Хун Чэнчоу, У Саньгуя и трёх маньчжурских князей, наступая с трёх сторон — из Гуанси, Хунани и Сычуани, заняли провинцию Гуйчжоу. В 1659 году превосходящие силы маньчжуров вторглись в Юньнань. Гуй-ван с приближёнными бежал в Бирму, а Ли Динго пытался удержать последний плацдарм китайской территории в глухих юго-западных районах Юньнани.
В 1659 году флот Чжэн Чэнгуна вторично вошёл в Янцзы и приблизился к Нанкину. Его солдаты заняли Чжэньцзян, а действовавшие в союзе с ним войска Чжан Хуанъяня развернули наступление в провинции Аньхой. В Пекине это вызвало панику, ибо успех патриотических сил грозил отрезать от Цинской империи южные провинции. Крупные цинские силы вынудили Чжэн Чэнгуна оставить Янцзы и нанесли поражение войскам Чжан Хуанъяня. В погоню за Чжэном был послан флот, вдвое по численности превосходивший его эскадру, однако он был разбит в морском сражении у Сямэня в 1660 году. Тем не менее, под давлением противника Чжэн Чэнгун был вынужден перебазироваться на Тайвань, где создал себе прочный тыл.
Под натиском превосходящих сил противника Ли Динго двинул свои поредевшие отряды в Бирму, надеясь выручить арестованного там Гуй-вана. На захват последнего правителя династии Мин послал свои войска и У Саньгуй. Добившись от короля Бирмы выдачи беглеца, он казнил его в Куньмине в 1662 году, в этом же году умер от болезни Ли Динго. Многие из сподвижников Ли Динго, не желая жить под пятой завоевателей, остались в Бирме.
После разгрома Южной Мин цинским властям пришлось ещё несколько лет бороться с повстанцами внутри страны. Лишь к 1664 году в стране установилась тишина.

### Монгольские дела
В начале 1660-х годов власть в Пекине перешла в руки князя Обоя, который создал при дворе сильную клику и самовластно правил империей Цин восемь лет (1661—1669). С завершением военных действий в Китае правительство Обоя, воспользовавшись начатой в Халхе междоусобицей из-за наследства умершего Дзасакту-хана Норбо, активизировало цинскую политику в Монголии. В 1664 году Пекин нарушил единство монгольской территории: пустыня Гоби была объявлена границей между Внутренней Монголией и Халхой. Самовольный переход через неё был запрещён, вдоль границы расположились цинские войска.
В 1669 году молодой император Сюанье и его дядя князь Сонготу свергли Обоя и разогнали его клику. В результате вмешательства Пекина в борьбу за наследство Дзасакту-хана в союз с Цинской империей вступил глава ойратского Хошоутского аймака Даши-Батур (сын и преемник Гуши-хана). Он позволил маньчжурам в 1673 году ввести войска на свою территорию, превратив Кукунор в цинский плацдарм для дальнейшей экспансии.

### «Морской запрет»
Для борьбы с патриотами, укрепившимися на островах у берегов южных и восточных провинций, в 1656 году был издан императорский указ о строгих «морских запретах», распространявшихся на всё побережье от Гуандуна до столичной провинции. Чтобы прервать связь населения материка с «пиратами» на островах, категорически запрещался самовольный выход в море любых торговых судов; нарушители подвергались аресту и казни с конфискацией товара и домашнего имущества. В 1657 году цинские войска опустошили острова Чжоушань; их население было частично вырезано, частично вывезено на материк.
С 1661 года началось массовое переселение прибрежных жителей в глубь провинций. Всё прибрежное население провинций Цзянсу, Чжэцзян, Фуцзянь и Гуандун было насильно согнано со своих мест и перемещено вглубь на 15-20 км от моря; на этом расстоянии проводилась «граница», охраняемая днём и ночью, вдоль которой создавались пограничные заграждения, и выход за которую карался смертью. В безлюдной полосе между «границей» и морем были сожжены жилища, вытоптаны поля, образована «мёртвая зона», в которой остались лишь города, имевшие крепостные стены и гарнизоны. Несмотря на тайные нарушения и обходы запрета за взятки, этот жёсткий режим поддерживался с 1661 по 1683 годы.

### Государство Чжэнов

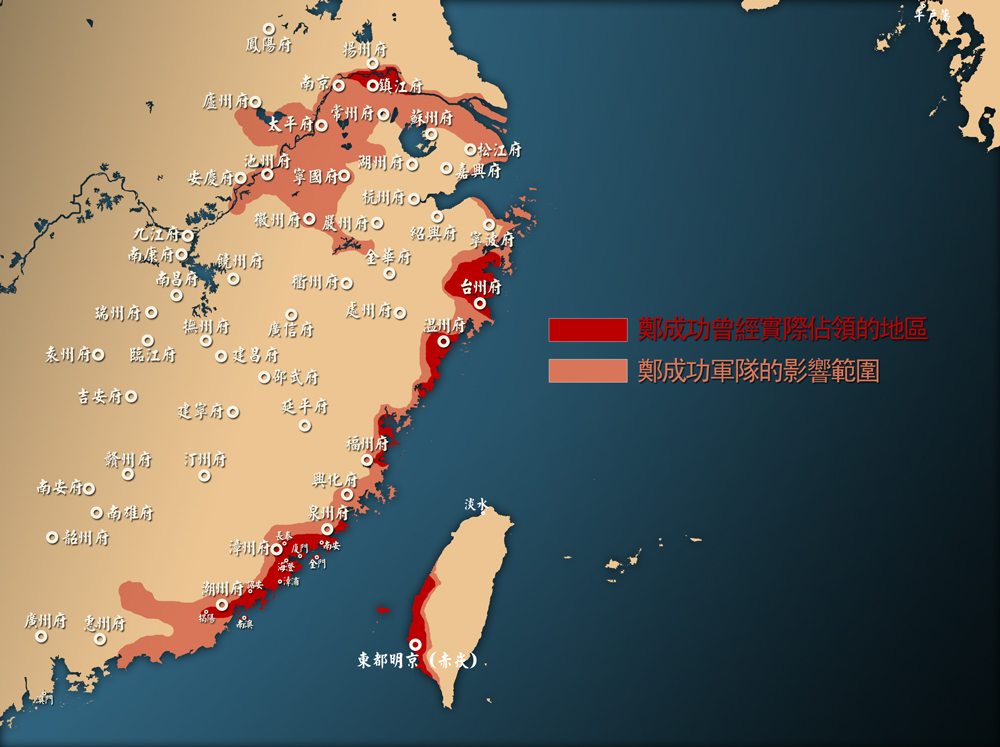
Государство Чжэнов: красное — территории, контролировавшиеся Чжэн Чэнгуном, розовое — земли, на которые ходили походами его войска

После того, как в 1645 году маньчжуры увезли в Пекин и казнили Чжэн Чжилуна, фактическим хозяином провинции Фуцзянь стал его сын Чжэн Чэнгун. В 1640-1650-х годах его войска и флот с переменным успехом вели борьбу против захватчиков в южной части Фуцзяни, однако к началу 1660-х годов стратегическая обстановка резко изменилась. Все крупные очаги сопротивления и более или менее значительные воинские силы патриотов, сражавшихся под знамёнами династии Мин, были уничтожены завоевателями и их пособниками. Тем самым высвобождались крупные цинские войска. Их многократное численное превосходство на материке обрекало Чжэн Чэнгуна на неминуемый разгром, и ему оставалось только одно — перебазироваться на остров Тайвань, выбив оттуда голландские колониальные войска.
В мае 1661 года флот Чжэн Чэнгуна высадил на Тайване десант численностью 25 тысяч человек. Частично потопив, а частично отогнав корабли голландцев, и взяв без боя крепость Провидение, китайцы осадили крепость Зеландия, которая капитулировала в феврале 1662 года во главе с губернатором Формозы. На Тайване и островах Сямэнь и Цзиньмэнь образовалось антицинское государство Дуннин, формально выступающее под флагом династии Мин, но фактически управляемое семьёй Чжэн.
В том же 1662 году Чжэн Чэнгун умер, и в борьбе за власть победил его старший сын Чжэн Цзин. Цинские войска и флотилия, под предводительством Ши Лана, совместно с голландским флотом к концу 1663 года овладели Сямэнем и Цзиньмэнем, разрушили и сожгли там все сооружения, а затем отразили нападение крупного десанта Чжэн Цзина. После этого военные действия надолго прекратились.

### Образование вассальных государств в Южном Китае
После падения Куньмина и ухода войск Ли Динго в Бирму в 1661 году цинское правительство, желая избежать новой вспышки сопротивления и новой военной кампании, выполнило своё старое обещание о передаче завоёванных армиями «четырёх князей» провинций в личное владение этих полководцев. Так произошёл территориальный раздел Китая к югу от реки Янцзы:
- провинции Чжэцзян, Цзянси и Хунань, а также юг Цзянсу, часть Гуйчжоу и ряд областей Гуанси отошли к маньчжурам, став непосредственной частью империи Цин;
- провинцию Фуцзянь получил в качестве «даннического княжества» Гэн Цзимао (сын умершего в 1651 году Гэн Чжунмина, ставший после смерти отца главнокомандующим его армией); после смерти Гэн Цзимао в 1671 году оно перешло к его сыну Гэн Цзинчжуну;
- провинция Гуандун и прилегающие области Гуанси перешли во владение Шан Кэси;
- провинция Юньнань и соседние с ней области Гуйчжоу получил У Саньгуй.

На трёх новых правителей возлагалась миссия политического умиротворения и хозяйственного восстановления этих разорённых многолетней войной провинций. «Князья-данники» должны были выполнять приказы из Пекина. Так как кроме княжеских титулов они получили ещё и должности цинских наместников провинций, то князья оказались в двойственном положении: они сами делали упор на свой владетельский статус правителей, а маньчжурские властители наоборот на первый план выдвигали их должностные обязанности цинских сановников.
У Саньгуй имел не только высший титул, самое крупное княжество и самую боеспособную армию; посредством верных лично ему военачальников-китайцев он также контролировал Гуанси, Шэньси и Ганьсу и имел сильные позиции в Сычуани.

## Война «трёх князей-данников»

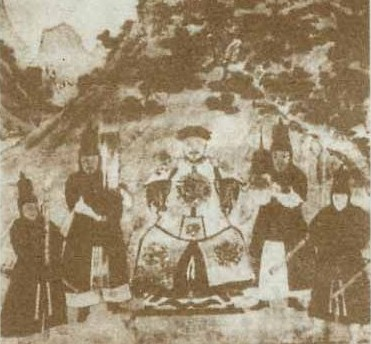
У Саньгуй (в центре)

Правительству Сонготу для завершения завоевания Китая надо было ликвидировать три «даннических княжества» на Юге. К 1673 году как империя, так и княжества привели свои территории в относительный порядок, а войска — в боевую готовность. У У Саньгуя было 80 тысяч солдат, у Гэн Цзинчжуна — 150 тысяч солдат и сильный флот. К счастью для маньчжуров, 70-летний Шан Кэси был немощен, прикован болезнью к постели, и удерживал своего сына Шан Чжисина и армию от столкновения с Пекином.
Весной 1673 года молодой император в ультимативной форме предложил «князьям-данникам» сложить с себя власть. Чувствуя свою силу и надеясь на отказ, князья подали просьбы об отставке, однако в сентябре она была принята. Император издал указ о роспуске княжеских армий; самим правителям было предложено явиться в Пекин, их решили поселить в Маньчжурии (что, фактически, означало ссылку). В ответ на это в декабре 1673 года У Саньгуй поднял мятеж и двинул свою армию в Гуйчжоу и Гуанси. Восстание поддержали высшие чины Юньнани и Гуйчжоу, а также провинция Сычуань. Сторонники У Саньгуя просили его выступить в поход на Пекин, но 60-летний князь отказался от этого плана, и решил создать своё государство в Юго-Западном Китае. За первые десять месяцев похода на северо-восток У Саньгуй стал властелином пяти провинций.
В 1674 году против завоевателей выступил второй князь — Гэн Цзинчжун. Его войска из Фуцзяни повели наступление на Чжэцзян. Встретив там стойкую оборону, Гэн перебросил свою армию в Цзянси, нанеся удар в тыл цинским войскам, противостоявшим У Саньгую. Однако цинская армия во главе с дядей императора разгромила войска Гэна, а в 1675 году фуцзяньский флот потерпел поражение от Чжэн Цзина, с которым Гэн Цзинчжун вступил в войну ещё в начале 1660-х по приказу из Пекина.
У Саньгуй настоял на примирении и союзе Гэна и Чжэна, пообещав последнему две, а потом три области в Фуцзяни. С высадкой войск Чжэн Цзина на побережье в войну включилась ещё одна китайская армия, на сторону которой стали один за другим переходить города, гарнизоны и области. Прикованный к постели Шан Кэси не присоединился к борьбе против Цинов и держал нейтралитет.
Цинская империя оказалась в критической ситуации, так как из 15 тогдашних провинций от неё отпало шесть, а в Монголии против империи выступил потомок династии Юань чахарский князь Буринай (Сачар), стремившийся восстановить в Пекине монгольскую династию. Со своей 100-тысячной конницей он в 1675 году угрожал столичной провинции, отвлекая на северо-запад значительные силы «знамённых» войск. Маньчжурский лагерь оказался в крайне тяжёлом положении и перешёл к обороне.
После смерти Шан Кэси в 1676 году его сын и наследник Шан Чжисинь откликнулся на призыв У Саньгуя. Однако союз четырёх китайских государств продержался всего несколько месяцев. Стабилизировав положение на фронте против У Саньгуя, маньчжурские силы перешли в контрнаступление в приморских провинциях. Уже в 1676 году сильная цинская армия вторглась в Фуцзянь и одержала победу над войсками Гэн Цзинчжуна, который капитулировал и смиренно отправился в Пекин. Получив прощение, и сохранив своё княжество и армию, он двинул свои войска вместе с цинскими против Чжэн Цзина, заставив его отойти на острова Цзиньмэнь и Сямэнь. Цинские войска двинулись из Фуцзяни в Гуандун и в 1677 году заняли Гуанчжоу. Шан Чжисинь капитулировал, явился с повинной и был прощён. Он сохранил титул, руководил обороной побережья, но был лишён реальной власти.
В марте 1678 году У Саньгуй объявил в Хэнчжоу о создании империи Чжоу, провозгласив себя императором с династийным именем Чжоу-ди. Через полгода после коронации он скончался, и трон занял его внук У Шифань. Флот Чжэн Цзина осуществил вторую высадку крупных воинских соединений на побережье Фуцзяни. Вместе с Лю Госюанем он начал успешное наступление против цинских войск. Это подтолкнуло Гэн Цзинчжуна вновь выступить против маньчжуров, что окончилось неудачей и пленением князя.
Ценой огромных усилий цинским военачальникам удалось добиться стратегического перелома. В 1680 году они подавили восстание китайских войск в Шэньси, которым руководил Ян Цилун. После ряда неудач войска Чжэн Цзина и Лю Госюаня отошли на острова у побережья, где были разбиты в двух морских сражениях, и эвакуировались на Тайвань. Под напором «знамённых» войск силы У Шифаня отступили в Гуйчжоу, а затем в Юньнань. В 1681 году цинские войска овладели Куньмином. Империя Чжоу рухнула, У Шифань покончил с собой, а в следующем году был казнён Гэн Цзинчжун. Южные и юго-западные районы провинции Китая были присоединены к Цинской империи.

## Завершение и последствия маньчжурского завоевания Китая

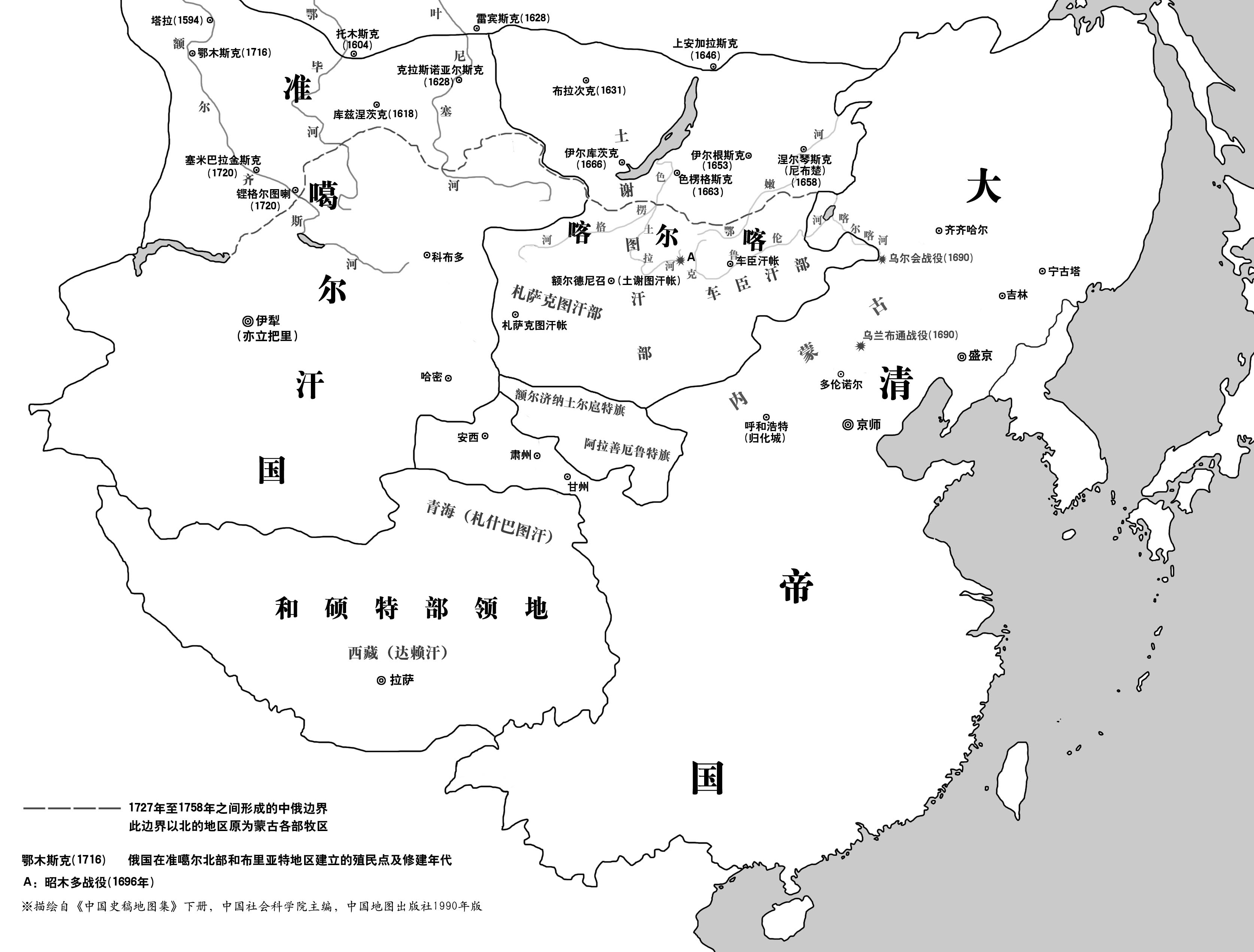
Восточная Азия в 1689 году

По окончании войны «саньфань» незавоёванным оставался последний обломок империи Мин — государство Чжэнов на Тайване. Там в 1681 году скончался Чжэн Цзин. В начавшейся борьбе за власть между придворными партиями был свергнут и задушен его наследник, а правителем был объявлен другой малолетний сын Чжэна. Летом 1683 года огромный флот и экспедиционный корпус Цинов встретили ожесточённое сопротивление гарнизона и флота Чжэнов на островах Пэнху, где в семидневном кровопролитном сражении полегло 12 тысяч защитников архипелага, однако после этого на Тайване чиновники и войска капитулировали, были прощены и вывезены на материк.
Многие патриоты не смирились с поражением: огромный флот Хуан Циня отплыл на юг, где беженцы из Китая обосновались на побережье Камбоджи и основали город Хатьен.